# Mizque (provins)

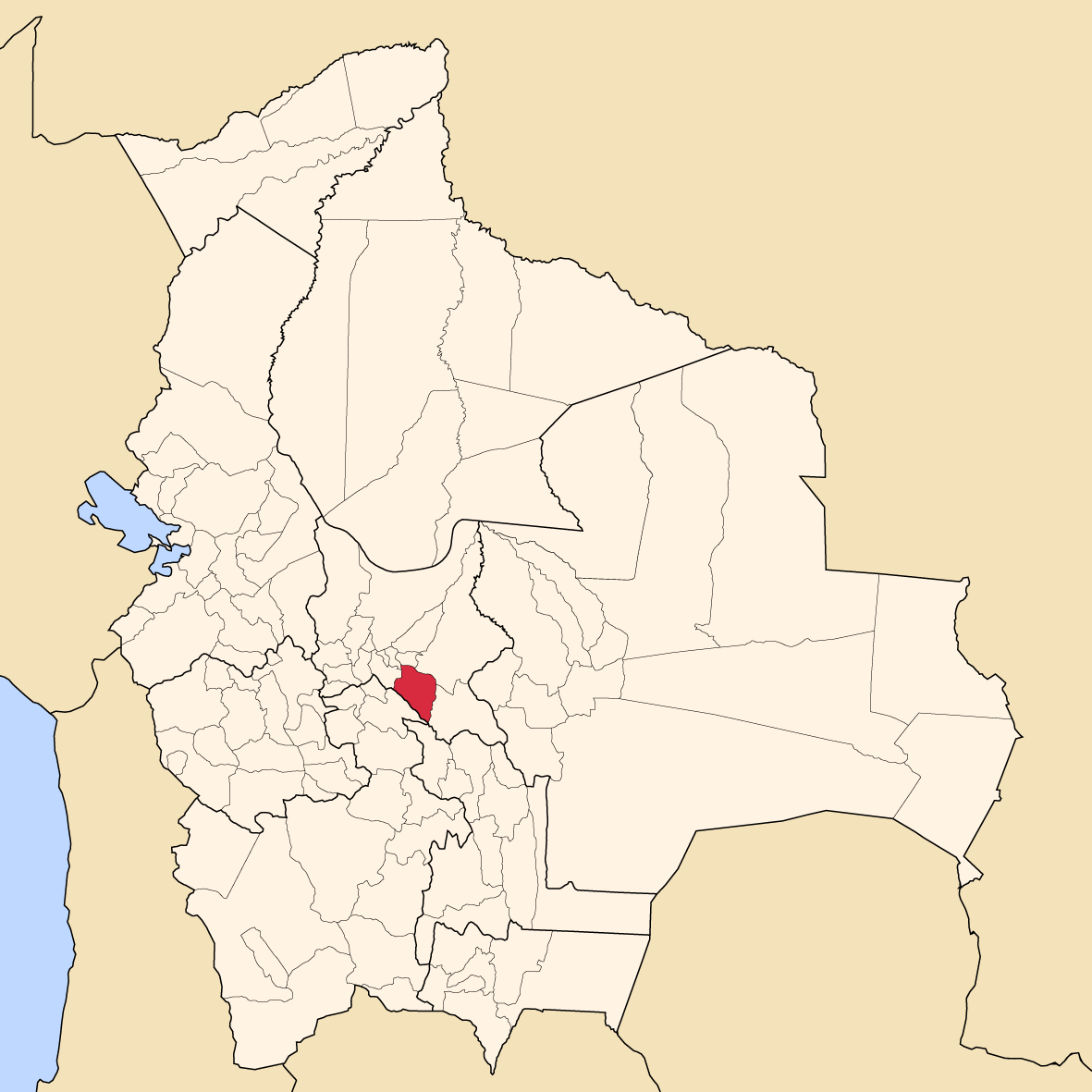
Provinsens läge i Bolivia

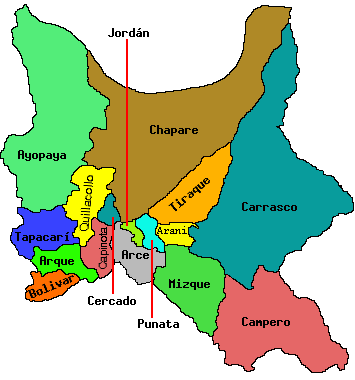
Provinser i Cochabamba

Mizque är en provins i departementet Cochabamba i Bolivia. Den administrativa huvudorten är Mizque.
Provinsen består av tre kommuner:
1. Mizque
2. Vila Vila
3. Alalay